# McBride (Michigan)
McBride è un villaggio degli Stati Uniti d'America, situato nello Stato del Michigan, nella contea di Montcalm.